# Anthem of the Seas
El Anthem of the Seas es un Crucero de la Clase Quantum operado por Royal Caribbean International (RCI) y el segundo barco de su clase. La clase Quantum es la tercera clase más grande de cruceros detrás de la clase Meraviglia de MSC Cruises y la Clase Oasis de Royal Caribbean International por tonelaje bruto.